# 吉田豊信 (工学者)
吉田 豊信（よしだ とよのぶ、1948年4月 - ）は、日本の工学者。工学博士。東京大学大学院工学系研究科教授を経て、同名誉教授。専門はプラズマ材料工学。福井県出身。

## 略歴
- 1972年 - 東京大学工学部冶金学科卒業
- 1977年 - 東京大学大学院工学系研究科冶金学専攻博士課程修了
- 1977年 - 東京大学工学部冶金学科助手
- 1982年 - 東京大学工学部講師
- 1984年 - 東京大学工学部助教授
- 1989年 - 東京大学工学部教授
- 2012年 - NIMS（国立研究開発法人物質・材料研究機構）フェロー[2]
- 2013年 - 東京大学退職、同名誉教授[3][4]
- 2019年 - NIMS名誉フェロー[2]

## 受賞
- 2003年 - 第9回日本金属学会 増本量賞：「プラズマ環境を利用した新規高機能材料創製に関する研究」[5]
- 2010年 - 第49回日本金属学会 谷川・ハリス賞：「機能性材料創製に向けたプラズマプロセシングに関する研究」[6]
- 2021年 - 第1回プラズマ材料科学殿堂表彰（名古屋大学低温プラズマ科学研究センター）[7]